# Gian Carlo Wick

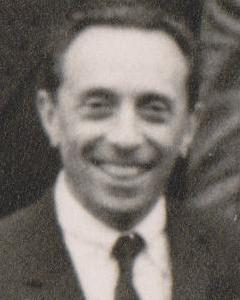
Gian Carlo Wick (Copenaghen, 1963)

Gian Carlo Wick (Torino, 15 ottobre 1909 – Torino, 20 aprile 1992) è stato un fisico italiano.

## Biografia
Wick nacque in una famiglia appartenente alla borghesia intellettuale torinese. Infatti, i genitori erano due docenti di scuola media superiore: il padre, Federico Carlo, insegnava lettere classiche, mentre la madre, Barbara Allason, insegnava letteratura tedesca e fu anche scrittrice, giornalista e successivamente una figura di spicco dell'antifascismo cittadino. Iscrittosi al Politecnico di Torino, al terzo anno passò a Fisica nell'ateneo della stessa città ivi laureandosi. Studiò poi con Enrico Fermi. Wick fu docente a Palermo e Roma alla cattedra di fisica teorica. Tra i suoi allievi ricordiamo Giulio Cortini che fece la tesi di laurea con lui nel 1942 dopo aver seguito il suo corso in cui trattava numerosi problemi emergenti di meccanica quantistica.
Negli anni 1935-38 è stato anche redattore dell'Enciclopedia Italiana. Con le sue prime ricerche si è occupato di numerosi problemi di meccanica quantistica, di spettroscopia e di fisica nucleare, in particolare di fisica del neutrone. Ha portato avanti importanti ricerche sulla radiazione cosmica, sulle particelle elementari e sull'elettrodinamica quantistica.
La rotazione di Wick e il teorema di Wick sono idee centrali nella teoria quantistica dei campi. Nel 1967, ricevette il premio Heinemann dalla American Physical Society. Wick fu membro dell'Accademia dei Lincei dal 5 settembre 1975 e dell'Accademia delle Scienze di Torino dall'11 aprile 1984.
Dopo la guerra lasciò l'Italia.
- Tra il 1946 e il 1948 fu professore di Fisica all'Università di Notre Dame.
- Tra il 1948 e il 1950 fu professore di Fisica all'Università della California.
- Tra il 1951 e il 1957 passò all'Università di Pittsburgh.
- Tra il 1957 e il 1965 passò al Brookhaven National Laboratory
- Nel 1963 diventò membro dell'Accademia nazionale delle scienze (Stati Uniti d'America)
- Tra il 1957 e il 1965 insegnò al Brookhaven National Laboratory
- Tra il 1965 e il 1977 e poi fino alla morte fu alla Columbia University come Emeritus Professor[8].

Nel corso della sua carriera visitò frequentemente il CERN, luogo dove trascorse più di due anni
In tarda età tornò in Italia. Tra 1977 e 1984 fu alla Scuola normale superiore di Pisa. Morì nel 1992 ed è sepolto nel cimitero di Pecetto Torinese.

## Contributi scientifici
Nel gruppo di Enrico Fermi a Roma, Wick ha calcolato il momento magnetico della molecola di idrogeno applicando metodi tratti dalla teoria dei gruppi. Ha esteso la teoria di Fermi sul decadimento beta all'emissione di positroni e alla cattura elettronica e ha spiegato la relazione tra il raggio di interazione di una forza e la massa della corrispondente particella mediatrice. Lavorò anche al rallentamento dei neutroni nella materia, e si unì a un gruppo di fisici italiani guidati da Gilberto Bernardini che fece la prima misurazione della vita del muone.
Nel periodo trascorso negli Stati Uniti, Wick apportò contributi fondamentali alla teoria quantistica dei campi, come il teorema di Wick nel 1950, che mostrava come esprimere un propagatore (o funzione di Green) a molte particelle in termini di propagatori a singola particella e quindi derivarne il diagramma di Feynman. Ha anche introdotto la rotazione di Wick, in cui i calcoli sono analiticamente prolungati dallo spazio di Minkowski allo spazio euclideo quadridimensionale usando un cambio di coordinate al tempo immaginario. Inoltre, ha sviluppato la formulazione di elicità per collisioni tra particelle con spin arbitrario, lavorato con Geoffrey Chew sull'approssimazione all'impulso e contribuito alla teoria del mesone, i principi di simmetria in fisica e la struttura del vuoto della teoria dei campi quantici.

## Opere
Tra le sue pubblicazioni ricordiamo:
- Edoardo Amaldi e Gian Carlo Wick, Esercitazioni di Fisica, 1945, SBN UM10157292.
- Sulla propagazione di un'onda di De Broglie in un mezzo materiale : (Assorbimento e polarizzazione), 1942, SBN UBO1823832.
- Edoardo Amaldi e Gian Carlo Wick, Lezioni su la fisica del neutrone, vol. 1, 1948, SBN PUV1131934.
- (EN) Invariance principles in nuclear physics, 1958, OCLC 9502314.